# Presidio de Ahu

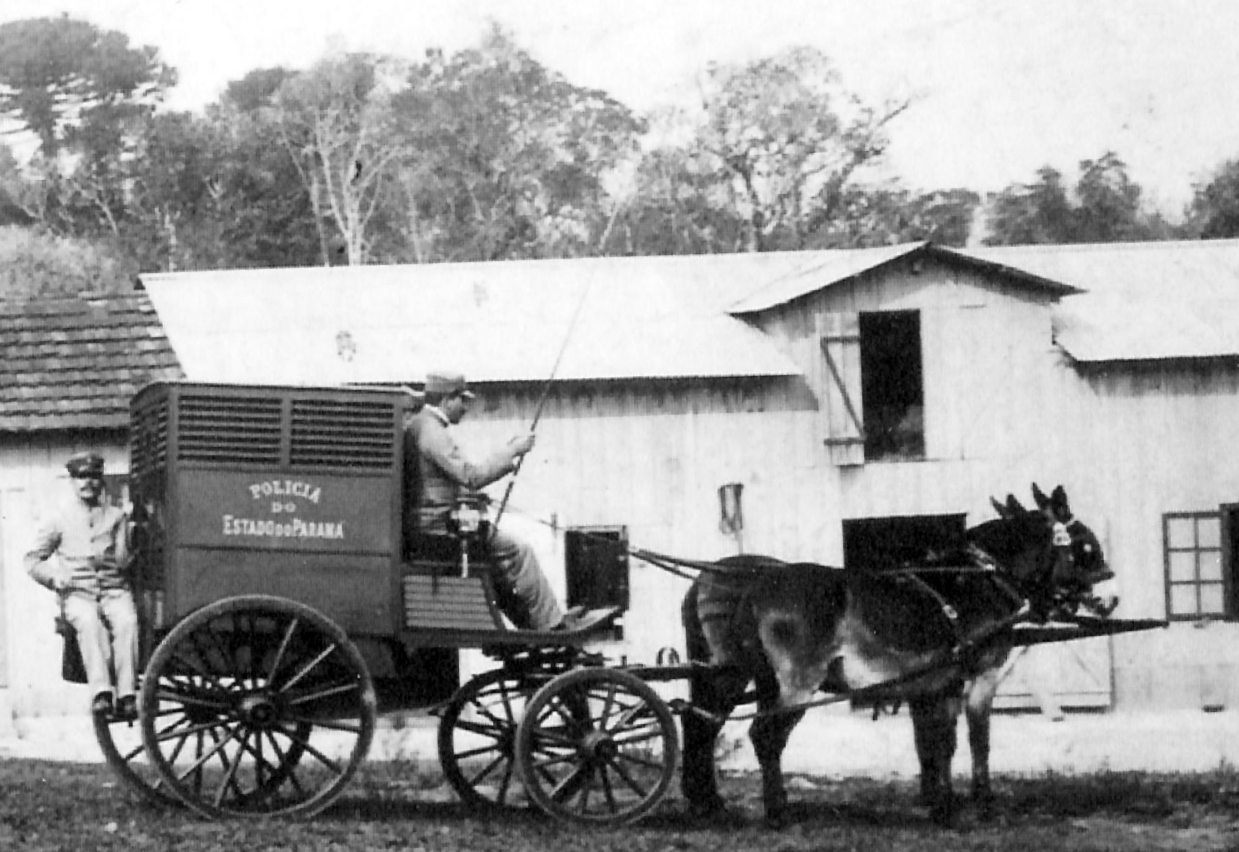
Vehículo para transporte de prisioneros de la Policía Militar de Paraná, 1909. Adquirido para el Penal de Ahú en 1904, permaneció en uso hasta 1924

Presidio de Ahu era una prisión en la ciudad de Curitiba, capital del estado brasileño de Paraná.

## Historia
La prisión abrió sus puertas en 1905 y en 2006 se clausuró.

## Actualidad
Hoy en día es el escenario de películas y telenovelas, tales como:
- Estómago;[3] película italo-brasileña;
- 400 contra 1;
- O Astro (2011) producido por el canal de televisión Rede Globo.[4]